# Jan Jörnmark
Jan Jörnmark (* 21. Januar 1959 in Karlstad, Provinz Värmlands län) ist ein schwedischer Wirtschaftshistoriker, Fotograf und Publizist.

## Leben und Werk
Jörnmark lehrte als Dozent an der Technischen Hochschule Chalmers und der Handelshochschule der Universität Göteborg Wirtschaftsgeschichte und publizierte zum Thema Globalisierung, etwa zum Niedergang der europäischen Kohle- und Stahlindustrie.
Seit 2004 dokumentiert er moderne Ruinen wie stillgelegte Fabriken, verlassene Wohnhäuser, ehemalige Vergnügungsparks, gesprengte Staudämme, aufgegebene ländliche Gasthöfe, ehemalige Feriendörfer, frühere Gasometer.
In seiner Website und seinen zwei Büchern mit dem Titel Övergivna platser (dt.: Verlassene Orte) recherchierte er Aufstieg und Niedergang von 30 Orten. Das schwedische Fernsehen produzierte eine Serie mit ihm als Führer durch solche Plätze. Er ist so Teil der Bewegung Urban Exploration, die in Städten wie Detroit entstand, erklärt aber zusätzlich die wirtschaftlichen Hintergründe.
Seine Website creative destruction erweitert den Blick auf andere Teile Europas. Der Titel zitiert Joseph Schumpeter, der in der zu langsamen Anpassung an die Gegebenheiten des Welthandels den Grund des unerbittlichen Niedergangs von Unternehmen, Gemeinden und ganzen Wirtschaftszweigen sah. Die Theorie der Neoliberalen wie Milton Friedman, die im Abbau der Eingriffe in den Markt die Lösung für den größeren Wohlstand für alle sieht, kritisiert er durch sein Werk. 